# Pelecopsis lunaris
Pelecopsis lunaris là một loài nhện trong họ Linyphiidae.
Loài này thuộc chi Pelecopsis. Pelecopsis lunaris được miêu tả năm 1992 bởi Robert Bosmans & Abrous.